# Australian cattle dog
De Australian cattle dog (ofwel Australische veedrijvershond) (ACD) bestaat in de kleuren rood en blauw. De geschiedenis van dit hondenras is relatief jong en heeft haar oorsprong in Australië. Veehouder Thomas Hall fokte van 1840 tot 1870 werkhonden om zijn eigen bedrijf te voorzien. Omdat de geïmporteerde Britse herdershonden het ruwe klimaat in Australië niet aankonden en de halfwilde koeien niet konden hanteren, gebruikte hij tamme inheemse dingo's voor de fok. Het resultaat was een stil werkende heeler, een hond die de koeien in de hakken beet om ze te drijven. Na de dood van Thomas Hall werden zijn bedrijf en de honden verkocht en zo werden zij verspreid. Aan het einde van de 19e eeuw stond de ACD in de focus van enkele fokkers. In 1903 stelde Robert Kaleski de rasstandaard op. Schofthoogte 43 tot 51 centimeter, gewicht 16 tot 20 kilogram.

## Opvoeding
De Australische veedrijvershond heeft een zeer consequente, maar faire opvoeding nodig. Hij heeft een goede opvattingsgave en leert snel. Bovendien heeft een goed opgevoede hond het voordeel van vrijheid. De hond is zonder leiband onder controle te houden en men kan hem overal meenemen. Het is belangrijk onmiddellijk met de opvoeding te beginnen als hij in huis komt. Alleen zo zal hij speels leren wat met het ouder worden maar moeizaam aangeleerd kan worden.

## Gebruiksdoel
Familiehond: Het overwegend deel van de Australische veedrijvershond is een familiehond.

Hondensport: Agility (behendigheid), Obedience (gehoorzaamheid), enz. 

Een deel van de cattle dogs kan ook vandaag nog bij een kudde koeien werken. Voor de jacht zijn deze honden niet bruikbaar.

## Genetische afwijkingen
Heupdysplasie, doofheid en aangeboren oogafwijkingen kunnen bij Australische veedrijvershonden voorkomen.
Australian stumpy tail cattle dog ·
Australische herder ·
Australische veedrijvershond ·
Bearded collie ·
Beauceron ·
Belgische herder ·
Bergamasco ·
Berghond van de Maremmen en Abruzzen ·
Bobtail ·
Boheemse herder ·
Bordercollie ·
Bouvier des Ardennes ·
Bouvier (des Flandres) ·
Briard ·
Ca de bestiar ·
Cão da Serra de Aires ·
Cão de fila de São Miguel ·
Catalaanse herder ·
Ciobanesc romanesc carpatin ·
Ciobanesc romanesc mioritic ·
Duitse herder ·
Hollandse herder ·
Karpatische herdershond ·
Kelpie ·
Komondor ·
Kroatische herder ·
Kuvasz ·
Lancashire heeler ·
Miniature American Shepherd ·
Mudi ·
Picardische herdershond ·
Polski owczarek nizinny ·
Puli ·
Pumi ·
Pyrenese herdershond ·
Saarlooswolfhond ·
Schapendoes ·
Schipperke ·
Schotse herdershond ·
Sheltie ·
Slovenský čuvač ·
Tatrahond ·
Tsjecho-Slowaakse wolfhond ·
Welsh corgi Cardigan ·
Welsh corgi Pembroke ·
Zuid-Russische owcharka ·
Zwitserse witte herder